# مرا به خانه بیاور (فیلم)
مرا به خانه بیاور (به انگلیسی: Bring Me Home) یا پیدایم کن فیلم درام مهیج محصول ۲۰۱۹ کره جنوبی به نویسندگی و کارگردانی کیم سونگ وو به عنوان نخستین تجربه کارگردانی اوست. هنرپیشگانی چون لی یونگ آئه و یو جائه میونگ در این فیلم نقش آفرینی می‌کنند. پیدایم کن برای اولین بار در جشنواره بین‌المللی فیلم تورنتو ۲۰۱۹ به نمایش گذاشته شد.

## داستان
جونگ یون (با بازی لی یونگ آئه) از شش سال پیش که پسرش ناپدید شد، بی‌وقفه در جستجو بوده‌است. یک روز، او ناگهان یک خبر از فردی ناشناس در مورد محل نگهداری پسرش دریافت می‌کند که زن را به یک دهکده ماهیگیری هدایت می‌کند.